# Radula

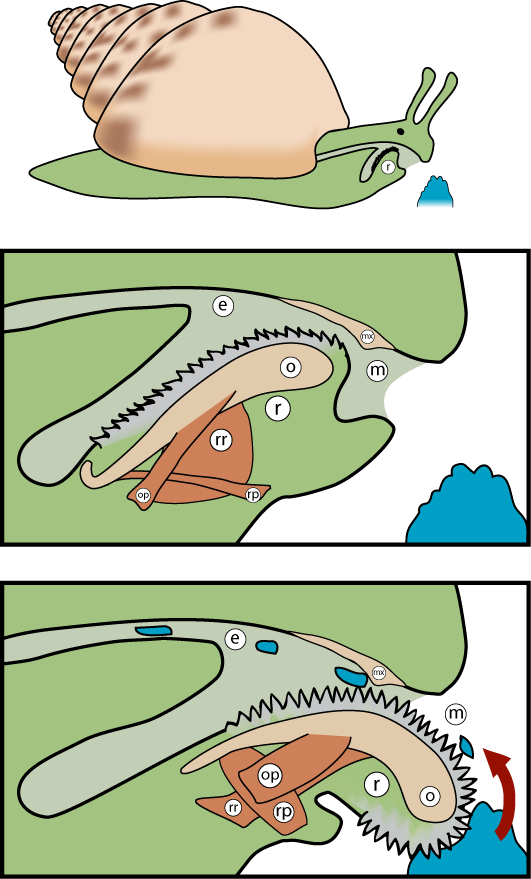
Nákres raduly plže

Radula je anatomický orgán měkkýšů umístěný v ústní dutině a určený k příjmu, posouvání a prvotnímu rozmělnění potravy. Je srovnávána s jazykem obratlovců, i když plní i odlišné funkce. Na povrchu je vybavena jemně ozubenými chitinovými pásky, užívanými zpravidla ke škrábání nebo řezání potravy před tím, než vstoupí do jícnu. Radula se vyskytuje pouze u měkkýšů, a sice u všech tříd s výjimkou mlžů.
Všichni plži radulu používají při příjmu potravy. Uspořádání zubů je však podstatně odlišné u býložravých a masožravých plžů. Někteří draví mořští plži, jako např. Naticidae, používají radulu společně s kyselým sekretem k pronikání do ulit jiných měkkýšů, kteří jim slouží jako potrava. Jiní draví mořští plži, jako např. Conidae, používají zuby ze speciálně utvářené raduly jako jedovaté harpuny. Draví hlavonožci, jako je krakatice, používají radulu k řezání kořisti.
Zavedení pojmu „radula“ se připisuje Alexandru von Middendorffovi (1848).

## Části

### Radulární membrána
Elastická jemná radulární membrána – může v ní být jeden jazyk, nebo se může rozdělit na dvě části (dvojdílný).

### Hyalinní štít
Slouží jako připojovací bod pro svaly, které ovládají radulu, a je umístěn na horní ploše raduly. Hyalinní štít je tvořen z chitinu.

### Odontophore
Odontophore je jazyk, základ radulární membrány.

### Zuby
Radula obsahuje více stejných řad zubů, ale často má každý zub v řadě (spolu s jeho symetrickým partnerem) jedinečnou morfologii.